# Paolo Casotti
Paolo Casotti o Cassotti, o Simon Paolo (Mazzoleni, 1463 circa – Bergamo, 1528), è stato un imprenditore italiano.
Fu tra i personaggi più illustri della famiglia Casotti de Mazzoleni, arricchitosi grazie al commercio di panni di lana e di seta, in tutta la penisola italiana, in particolare nelle Marche.

## Biografia
Paolo o Simon Paolo era nato intorno al 1463 ed era figlio di Antonello Casotti, che era figlio di Simone Mazzoleni detto Casotto, commerciante originario dell'allora contrada di Mazzoleni poi in Sant'Omobono Terme, che con il fratello Bertulino si trasferì dalla Valle Imagna a Bergamo avendo raggiunto una certa ricchezza, quando i figli erano già adulti.
La figura di Paolo Casotti rimase per anni in secondo piano, quasi sconosciuta nella storia di Bergamo; solo grazie alle ricerche di Giovanni Lepore è possibile conoscerne la vita: al commerciante si deve la ricchezza che è ancora visibile nella città orobica dei primi anni del XVI secolo. Sviluppò le sue attività commerciali in tutta la penisola italiana, scendendo fino a Napoli, e fermandosi nelle principali città, desiderando portare anche a Bergamo il rinnovamento architettonico del rinascimento che aveva potuto ammirare.

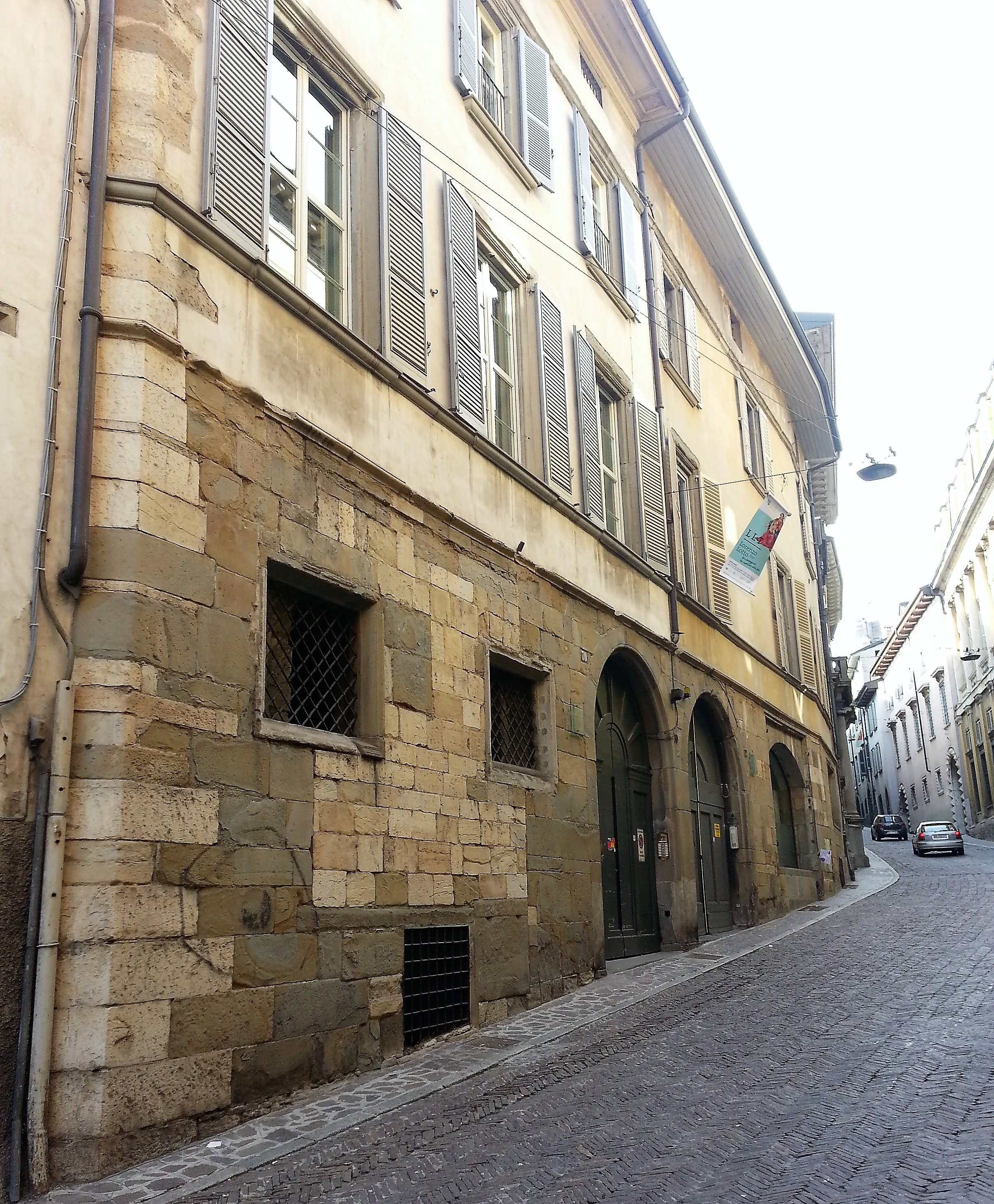
Palazzo Bonomi via Pignolo 70

Paolo abitava con la famiglia paterna nel 1489-1499 la casa di Marco Bragini della vicinia di san Giovanni all'ospedale. Fece edificare Palazzo Casotti e Palazzo Zogna. Il 29 maggio 1500 chiese al comune la possibilità di ristrutturare la casa allineando il rizzolo a maggior ornamento e decoro della città, ottenendone la licenza il 26 giugno del medesimo anno, probabilmente acquisendo anche una parte di suolo pubblico e di un certo del Cornello e costruendo il palazzo Casotti come sua residenza in via Pignolo, la via detta dei marcanti. Nel 1501 è rogato un atto nei locali: in domo illorum de Casotti in coquina nova, il palazzo risulterebbe terminato nel 1515 come indicato in uno stemma. Il fabbricato risulta già dal 1507 di proprietà unica di Paolo contrariamente agli atti precedenti che lo davano in comproprietà con il fratello Zovanino.
Commissionò all'amico Andrea Previtali, la pala della Trasfigurazione conservata alla Pinacoteca di Brera. L'immagine del commerciante venne immortalata dal Previtali nella tela chiamata Madonna Casotti conservata presso l'Accademia Carrara e che raffigura la Vergine col Bambino con a fianco i ritratti di Paolo Cassotti e della giovane moglie Agnese Avinatri, mentre i due santi Paolo e Agnese omonimi ai committenti, sono posti più in basso, contrariamente a quanto era uso dipingere. Con il fratello fece realizzare da Jacopino Scipioni, gli affreschi Storie di san Francesco per la chiesa della Madonna delle Grazie.
Nel 1510 è proprietario del palazzo Zogna, affrescato sempre da Andrea Previtali nel 1512.
Il commercio di Paolo Casotti di pezze di lana e seta si svolse maggiormente nel Regno di Napoli, nelle Marche e in Puglia. Aveva come socio in affari Giacomo Marini originario di Albino. La sua attività a Pesaro lo portò a ospitare il condottiero Francesco Maria I della Rovere nella palazzo in via Pignolo il 13 dicembre 1526 e il 19 gennaio 1527, quando arrivò a Bergamo per studiare lo sviluppo delle fortificazioni cittadine. Nel 1517 venne nominato nel Consiglio Cittadino come famosissimo mercator, anche se l'entrata nel consiglio di esponenti della classe mercantile non fu ben accetta dalla vecchia nobiltà cittadina, soprattutto dai Suardi che avevano appoggiato i francesi e che vennero quindi esclusi dall'attività pubblica.
Paolo aveva sposato Defenda Mazzoleni dalla quale aveva avuto sette figlie, di cui due diventarono monache della chiesa delle Rosate. Rimasto vedovo sposò in seconde nozze la giovane Agnese di Giacomo Avinatri dalla quale ebbe la figlia Felicita che sposerà Giacomo Francesco Secco di Caravaggio, e nell'agosto del 1527 il figlio Giovan Francesco. Come da disposizione testamentaria, alla morte del Casotti nel 1528, la moglie si trovò ad essere usufruttuaria di tutti beni in nome del neonato figlio, che però morì in tenera età. Agnese morì il 7 aprile 1578 senza lasciare eredi maschi. Tutti i beni passarono ai nipoti Giovan Maria e Marsilio, figli di Zovanino, cognato e fratello di Paolo Casotti, e in seguito ai loro discendenti.